# Хадсон, Дженнифер
Дженнифер Хадсон (англ. Jennifer Hudson; род. 12 сентября 1981, Чикаго) — американская актриса и певица. Хадсон стала семнадцатым человеком, самой молодой женщиной и второй чернокожей женщиной, получившей все четыре главные американские награды в сфере развлечений: «Эмми», «Грэмми», «Оскар» и «Тони» (ЭГОТ). Она также получила национальную известность как финалист третьего сезона шоу American Idol в 2004 году, прежде чем в 2006 году дебютировать как актриса с ролью Эффи Уайт в кинофильме «Девушки мечты», которая принесла ей 29 различных наград.
За роль в «Девушках мечты» Хадсон получила премии «Оскар», «Золотой глобус», BAFTA и Гильдии актёров США. С тех пор она снялась в фильмах «Тайная жизнь пчёл» (2008) и «Винни Мандела» (2011). Как певица, Хадсон выиграла премию «Грэмми» за свой дебютный студийный альбом Jennifer Hudson, выпущенный в 2008 году. Альбом был продан тиражом более миллиона копий и включает в себя сингл «Spotlight», добившийся успеха в чартах. Её второй альбом, I Remember Me (2011), также получил золотой статус и позитивные отзывы от критиков. В 2013 году Хадсон была удостоена именной звезды на Голливудской «Аллее славы». В декабре 2015 года она дебютировала на бродвейской сцене с ролью Шуг Эйвери в мюзикле «Цветы лиловые полей».

## Ранние годы
Хадсон родилась в Чикаго. В семь лет она начала петь в церковном хоре. В 1999 году Хадсон окончила среднюю школу Данбара. Там же и впервые попробовала себя в роли актрисы.

## Карьера
В 2004 году Хадсон приняла участие в реалити-шоу American Idol, в котором заняла 7-е место. Сезон был отмечен конкуренцией между тремя афро-американскими участницами, что привело к конфликту между ними. В 2009 году MTV включил Хадсон в список шести самых ярких участников шоу и назвал её уход наиболее шокирующим. Los Angeles Times в 2010 году назвал её наиболее выдающейся участницей шоу после Келли Кларксон и Кэрри Андервуд.
В конце 2005 года Хадсон получила желанную роль Эффи Уайт в киноадаптации бродвейского мюзикла «Девушки мечты». Роль стала её дебютом. Роль принесла Хадсон всеобщее признание критиков, в особенности за исполнение ключевой песни «And I Am Telling You I’m Not Going» Роль в итоге принесла ей 29 различных премий за лучшую женскую роль второго плана, включая «Оскар», «Золотой глобус», BAFTA и Гильдии актёров США. Выиграв «Оскар», она стала восьмой актрисой в истории мирового кинематографа, получившей эту награду за дебютную роль второго плана.

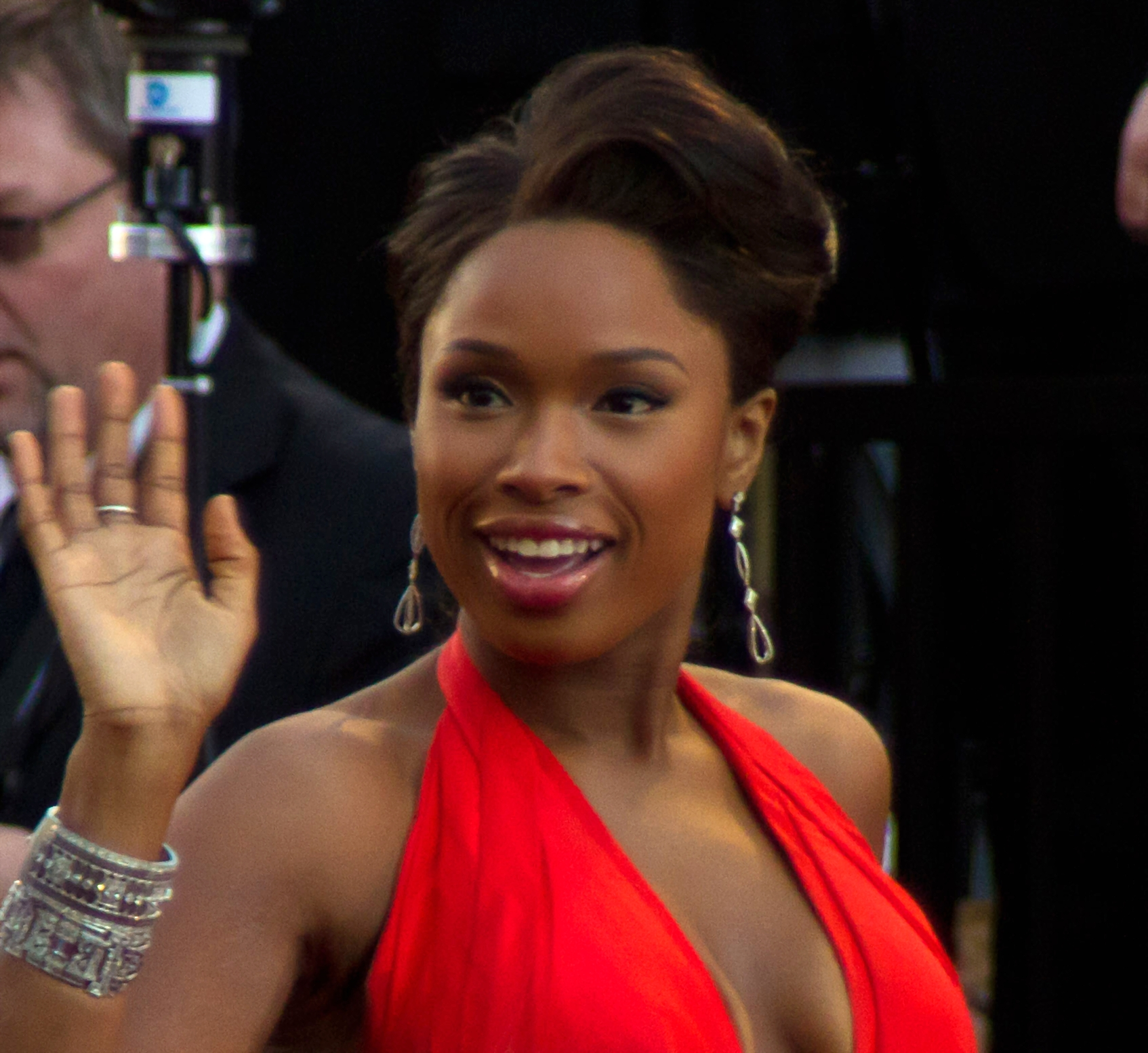
Хадсон на 83-й церемонии вручения премии «Оскар» в 2011 году

В мае 2008 года Хадсон появилась в фильме «Секс в большом городе», играя помощницу Кэрри Брэдшоу. В октябре был выпущен фильм «Тайная жизнь пчёл», где Хадсон снялась наравне с Куин Латифа, Софи Оконедо и Алишей Киз. В 2010 году она сыграла Винни Мандела в биографическом фильме «Винни Мандела».
Свой дебютный именной альбом Хадсон выпустила в сентябре 2008 года. Сингл «Spotlight» достиг 24 строчки в Billboard Hot 100. Альбом получил четыре номинации на «Грэмми», включая победу в категории за «Лучший R&B альбом». В феврале 2009 года она исполнила национальный гимн на «Супер Боул XLIII». В июле она исполнила «Will You Be There» на похоронах Майкла Джексона. К 2010 году Хадсон потеряла более тридцати килограммов веса и затем выпустила автобиографию. В 2011 году она выпустила свой второй альбом, I Remember Me.
В феврале 2012 года Хадсон исполнила "I Will Always Love You"в память Уитни Хьюстон в рамках 54-й церемонии «Грэмми». Позже она была приглашенной звездой в сериале NBC «Смэш», где исполнила несколько песен, включая «I Can’t Let Go», которую она в 2015 году исполняла на церемонии «Оскар». В 2015 году она также была приглашенной звездой в сериале «Империя», а затем появилась в фильме Спайка Ли «Чирак». Позже она снялась с Керри Вашингтон и Кимберли Элиз в фильме HBO «Подтверждение».
В декабре 2015 года Хадсон дебютировала на бродвеской сцене в мюзикле «Цветы лиловые полей» с Синтией Эриво и Даниэль Брукс, играя Шуг Эйвери.

## Личная жизнь
В 2007—2017 годы Дженнифер состояла в фактическом браке с профессиональным рестлером Дэвидом Отунгой. У бывшей пары есть сын — Дэвид Дэниел Отунга-младший (род. 10.08.2009).
25 октября 2008 года в семье Хадсон произошла трагедия — были убиты мать, брат и племянник актрисы. 31-летний Уильям Балфур застрелил родственников певицы. Тела матери и брата знаменитости были обнаружены в её доме 25 октября, а её семилетний племянник был обнаружен убитым во внедорожнике в Чикаго двумя днями позже. 12 мая 2012 года Уильям Балфур был признан виновным в совершении преступления.

## Фильмография

### Фильмы
| Год  | Название на русском                 | Название на английском                 | Роль                          | Примечания |
| ---- | ----------------------------------- | -------------------------------------- | ----------------------------- | --- |
| 2006 | Девушки мечты                       | Dreamgirls                             | Эффи Уайт                     | Премия «Оскар» за лучшую женскую роль второго плана Премия «Золотой глобус» за лучшую женскую роль второго плана — Кинофильм Премия BAFTA за лучшую женскую роль второго плана Премия Гильдии киноактёров США за лучшую женскую роль второго плана NAACP Image Award за лучшую женскую роль второго плана в кинофильме Премия Национального совета кинокритиков США за женскую роль второго плана New York Film Critics Circle Award за лучшую женскую роль второго плана Премия «Спутник» за лучшую женскую роль второго плана в кинофильме BET Award за лучшую женскую роль |
| 2008 | Секс в большом городе               | Sex and the City                       | Луиза                         | |
| 2008 | Тайная жизнь пчёл                   | The Secret Life of Bees                | Розалин Дэйзи                 | Номинация — NAACP Image Award за лучшую женскую роль второго плана в кинофильме |
| 2009 | Полёт длиною в жизнь                | Winged Creatures                       | Кети Хэммет                   | |
| 2011 | Винни Мандела                       | Winnie Mandela                         | Винни Мандела                 | Номинация — BET Award за лучшую женскую роль Номинация — NAACP Image Award за лучшую женскую роль в кинофильме |
| 2012 | Три балбеса                         | The Three Stooges                      | сестра Розмари                | |
| 2013 | Неизбежное поражение Мистера и Пита | The Inevitable Defeat of Mister & Pete | Глория                        | |
| 2013 | Чёрное Рождество                    | Black Nativity                         | Нийма Коббс                   | |
| 2014 | Колыбельная                         | Lullaby                                | Керри                         | |
| 2015 | Чирак                               | Chi-Raq                                | Ирен                          | Номинация — NAACP Image Award за лучшую женскую роль второго плана в кинофильме |
| 2016 | Зверопой                            | Sing                                   | молодая Нана Нудлмен, озвучка | |
| 2017 | Сэнди Уэкслер                       | Sandy Wexler                           | Кортни                        | |
| 2021 | Респект                             | Respect                                | Арета Франклин                | |
| 2024 | Дыши!                               | Breathe                                | Майя                          | |

### Телевидение
| Год  | Название на русском   | Название на английском     | Роль             | Примечания         |
| ---- | --------------------- | -------------------------- | ---------------- | ------------------ |
| 2012 | Смэш                  | Smash                      | Вероника Мур     | 3 эпизода          |
| 2013 | Зови меня сумасшедшим | Call Me Crazy: A Five Film | Мэгги            | Телефильм Lifetime |
| 2015 | Империя               | Empire                     | Мишель Уайт      | 3 эпизода          |
| 2016 | Слушание              | Confirmation               | Анджела Райт     | Телефильм HBO      |
| 2016 | Внутри Эми Шумер      | Inside Amy Schumer         | Дженнифер Хадсон | 1 эпизод           |

## Дискография
- Jennifer Hudson (2008, Arista Records)
- I Remember Me (2011, Arista Records)
- JHUD (2014, RCA Records)